# Coupe des nations de dressage
La coupe des nations de dressage (en anglais : FEI Nations Cup Dressage) est une compétition internationale de dressage organisée par la Fédération équestre internationale. Créée en 2013, sur le modèle de la coupe des nations de saut d'obstacles : les meilleurs pays s'affrontent en équipes sur plusieurs manches, chacune rapportant des points pour le classement final.

## Palmarès
- 2013 :  Pays-Bas
- 2014 :  Pays-Bas[1]
- 2015 :  Allemagne[2]
- 2016 :  États-Unis
- 2017 :  Suède
- 2018 :  Suède
- 2019 :  Suède[3]
- 2020 : Édition annulée (pandémie de Covid-19)
- 2021 : .